# Gare d'Oulan-Bator
La gare d'Oulan-Bator (Mongolian: Улаанбаатар өртөө) est une gare ferroviaire de Mongolie, située dans la capitale Oulan-Bator, elle est le centre névralgique de la circulation ferroviaire, régionale et internationale, le plus important du pays.
Elle est mise en service en 1949.
C'est une gare du Chemin de fer mongol (UBTZ), desservie par les trains internationaux du Transmongol, branche mongole du Transsibérien.

## Situation ferroviaire
Établie à 1 285 mètres d'altitude, la gare de passage d'Oulan-Bator est située sur la ligne du Transmongol, section en Mongolie de Sükhbaatar à Zamyn-Üüd, entre les gares de Tolgoit et de Chonchor.

## Histoire
La gare d'Oulan-Bator est mise en service en 1949.
En 2014, la gare est devenue le terminal principal de la Mongolie. C'est la plus grande station du pays, qui a été traversée par le Transmongol plus tardivement. La construction du tronçon chinois ne s'est effectuée qu'en 1950. Elle a été possible à la suite de l'amélioration des relations entre l'Union soviétique et la Chine.
Pratiquement, le réseau ferroviaire mongol pour le trafic des voyageurs, a affrété des trains qui relient quotidiennement la capitale Oulan-Bator vers Darkhan, Sükhbaatar, et Erdenet. En ce qui concerne le trafic des voyageurs à l'international, le réseau ferroviaire mongol emprunte les deux lignes du Transmongol et du Transsibérien : l'une, qui bifurque de Oulan-Oudé vers la Chine et Pékin via la Mongolie et Oulan-Bator, est le Transmongol ; l'autre, qui va vers la Chine et Pékin en contournant la Mongolie par l'Est via Harbin, est le Transmandchourien. Ces trains partent de la gare de Iaroslavl à Moscou.

## Service des voyageurs

### Accueil
C'est une gare de l'opérateur national du Transport ferroviaire en Mongolie, UBTZ (mongol : Улаанбаатар төмөр зам), traditionnellement connu sous le nom de Chemin de fer mongol (mongol : Монголын төмөр зам, ou en abrégé MTZ).

### Desserte
Oulan-Bator est desservie par des trains grandes lignes des relations : Moscou - Ulaanbaatar, Sükhbaatar - Ulaanbaatar, Moscou - Pékin et Irkoutsk - Ulaanbaatar. C'est également une gare régionale.

La gare côté quais
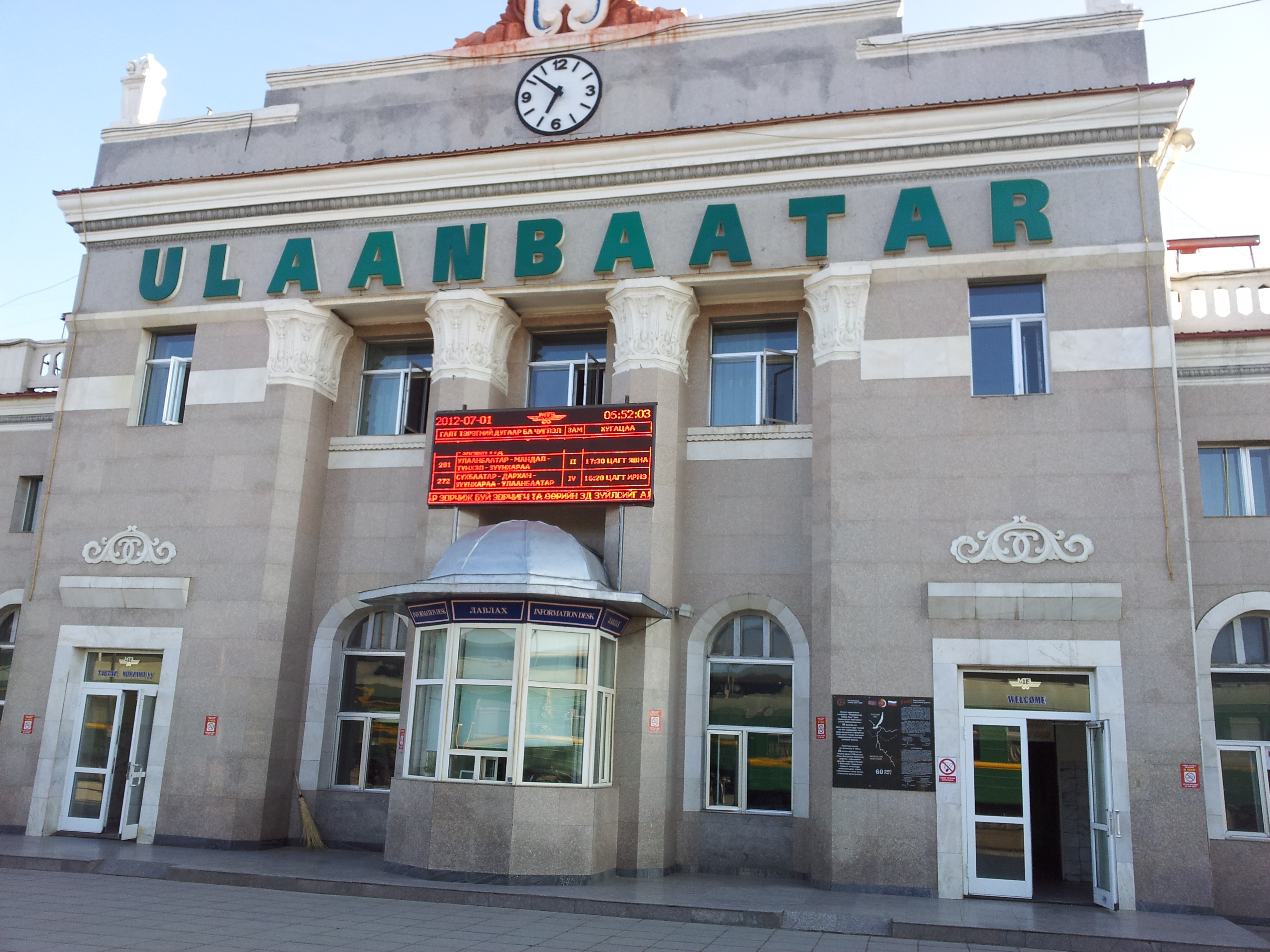
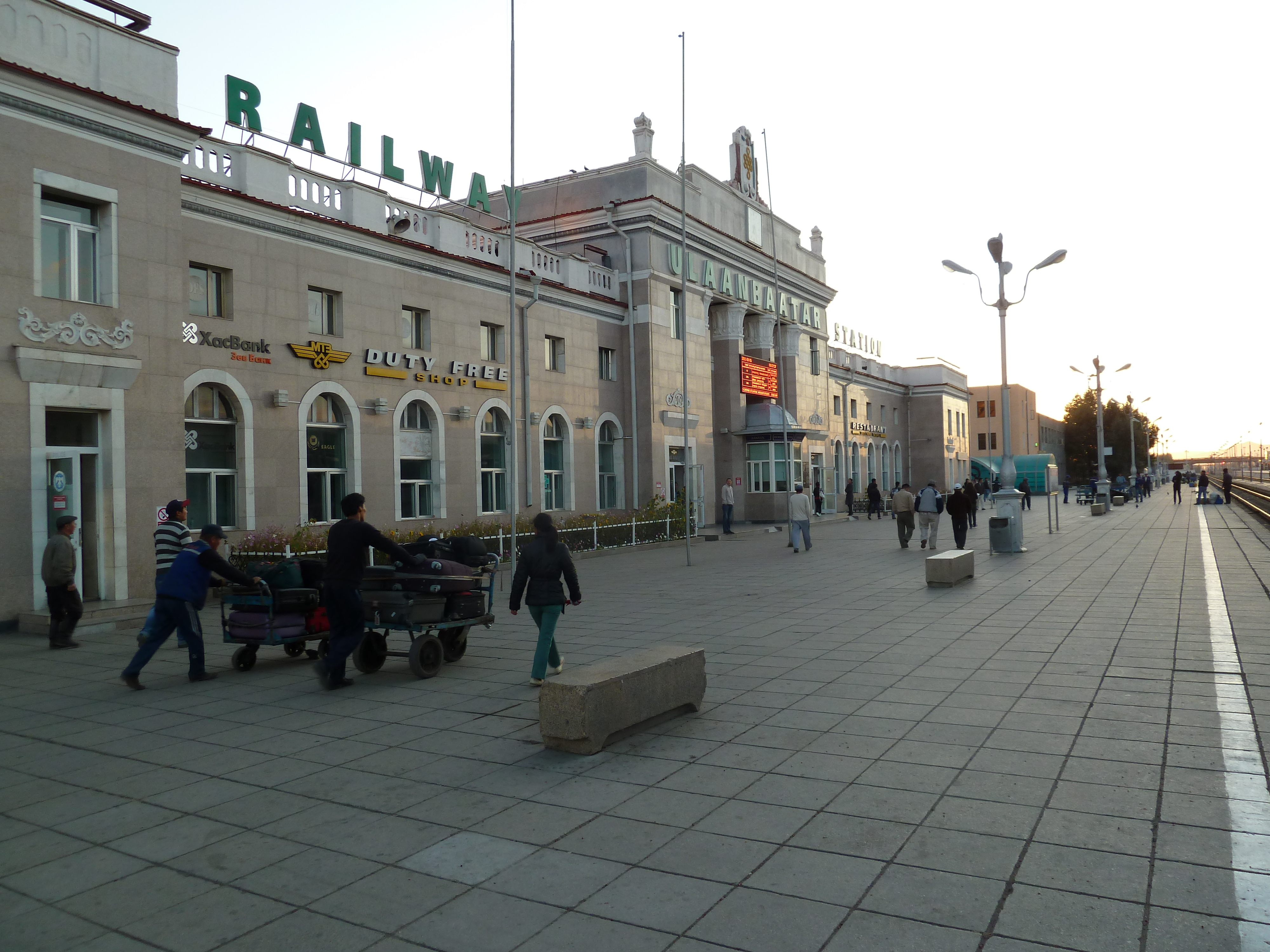
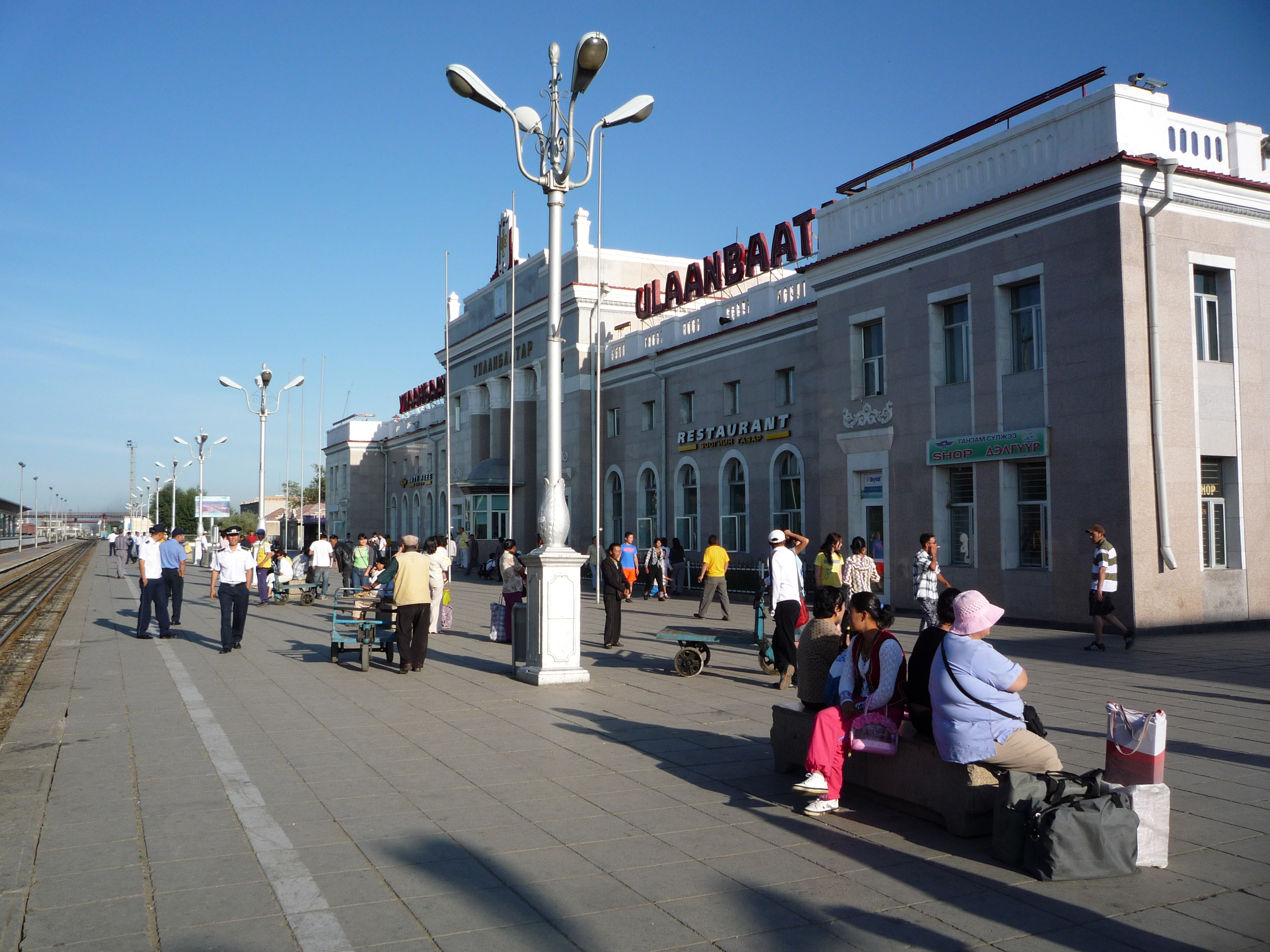

## Musée adjoint Tөmөr
Le musée adjoint Tөmөr présente des anciens trains réformés de la Société du chemin de fer.Ils sont visibles de la "route du soleil" Нарны зам, qui jouxte la gare. Sont ainsi exposés, entre autres plusieurs machines, un locomotive diesel de type 2M62M-043, une locomotive à vapeur de type 159-469, et une locomotive de type CY6116.
Ce musée a pour vocation essentielle l'explication historique des événements qui ont marqué le chemin de fer en Mongolie, depuis 1949, le descriptif des énergies, des matériaux et des engins utilisés au fil du temps, ainsi que l'évolution de la main-d'œuvre. Il comporte une riche collection de documents historiques, une bibliothèque de plus de 2 000 ouvrages rares et une photothèque où sont emmagasinées d'anciennes et rares images photographiques.

Ancien matériel roulant
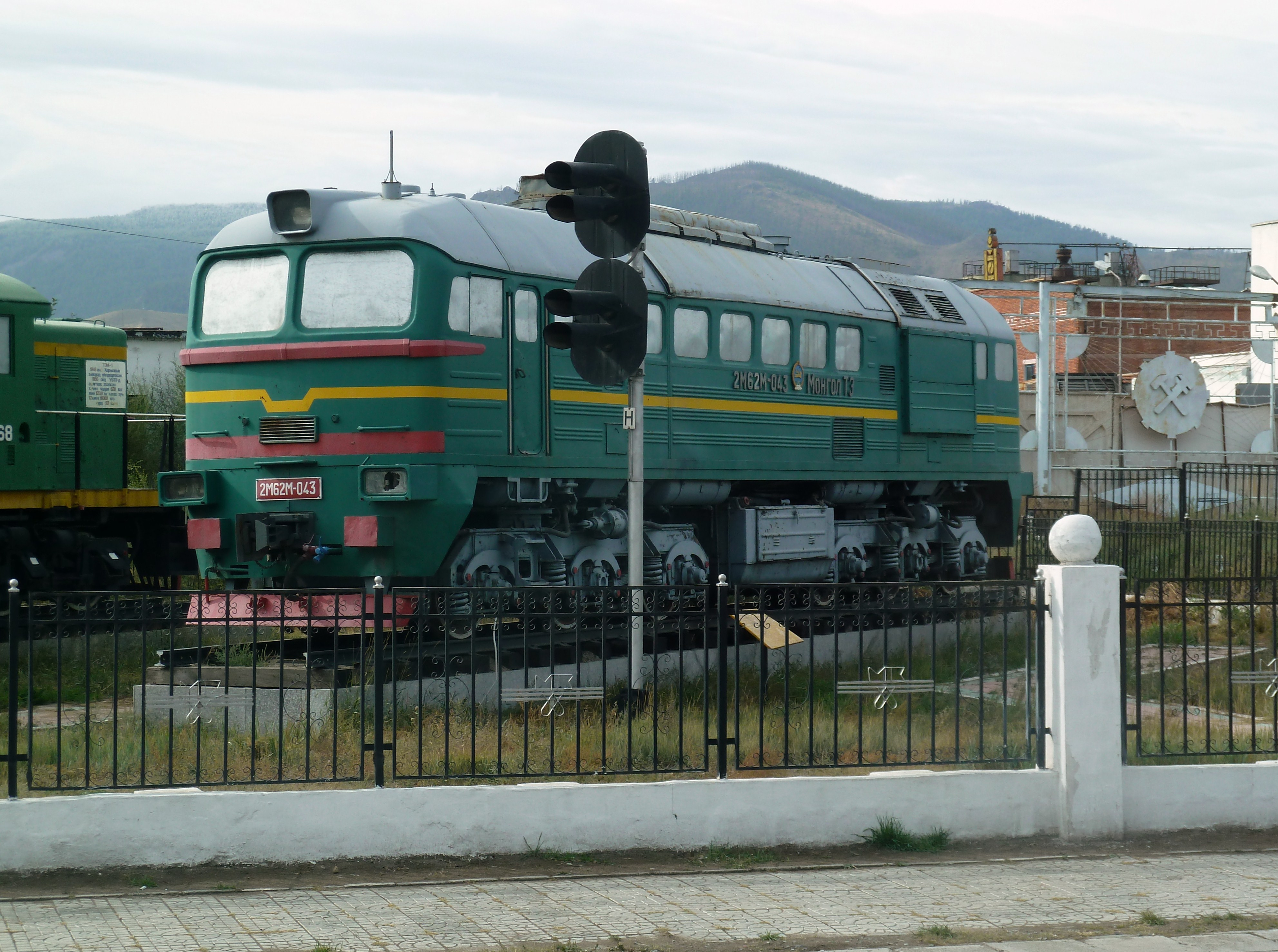
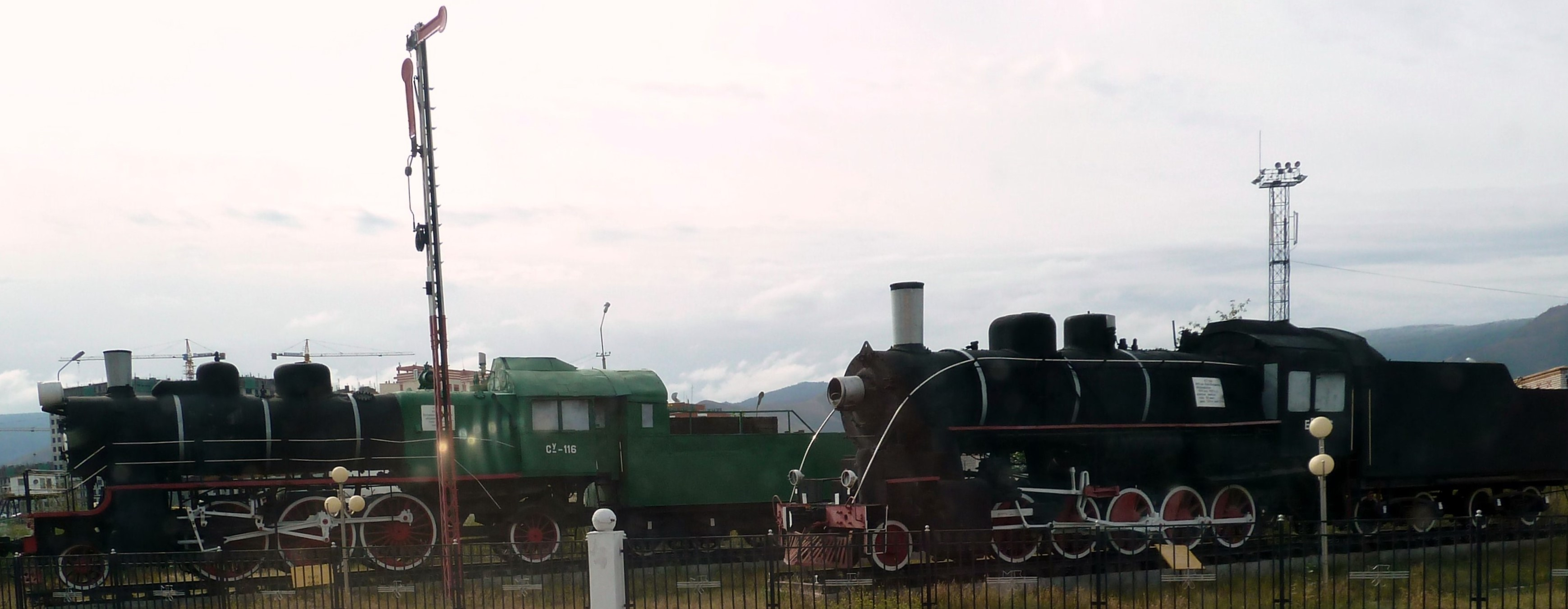
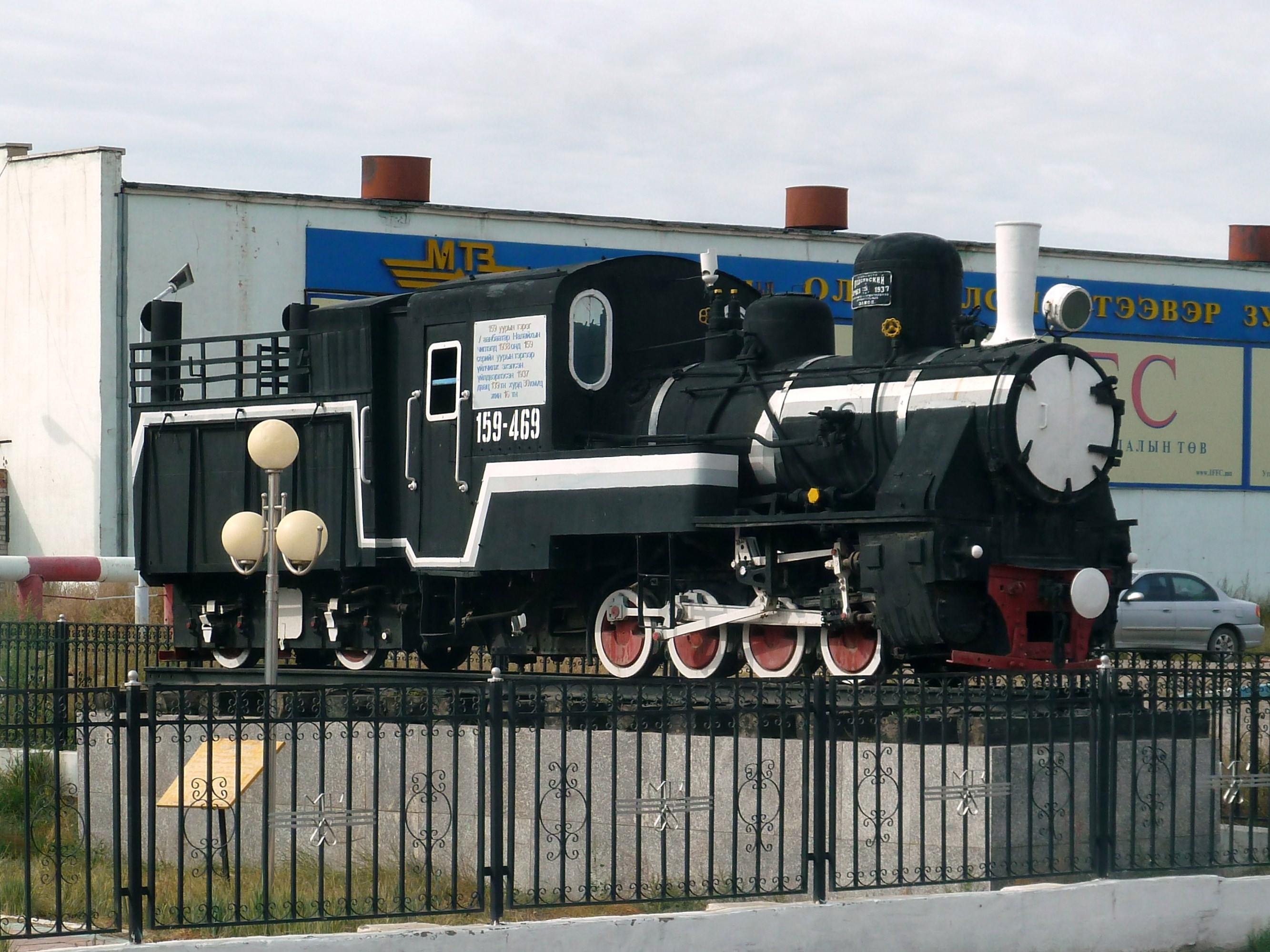